# Kauffman Stadium
Kauffman Stadium, a menudo llamado "The K" y anteriormente conocido como Royals Stadium, es un parque de béisbol con sede en Kansas City, Missouri, donde juegan como locales Kansas City Royals, una franquicia de la Major League Baseball (MLB). Junto con el  Arrowhead Stadium, casa de los Kansas City Chiefs de la National Football League, forman parte del Truman Sports Complex. Desde el 2 de julio de 1993, el lugar ha sido conocido como el Kauffman Stadium en honor del propietario fundador de los Royals, Ewing Kauffman.
Kauffman Stadium fue construido específicamente para el béisbol en una época donde la construcción de los estadios multiusos era muy común. Se considera a menudo junto con el Dodger Stadium de Los Ángeles como uno de los mejores ejemplos del diseño del estadio modernista.
En la actualidad es el único estadio de béisbol de la Liga Americana que lleva el nombre de una persona, Ewing Kauffman. También es uno de los diez estadios de las Grandes Ligas que no tienen un nombre patrocinado por una compañía; los otros son Marlins Park, Turner Field, Yankee Stadium, Fenway Park, Wrigley Field, Oriole Park at Camden Yards, Dodger Stadium , Angel Stadium of Anaheim, y Nationals Park(Kauffman, Wrigley, y Turner se nombran para los individuos y no a la corporaciones que poseían). El estadio tiene 43 años en 2016, lo que lo convierte en el sexto más antiguo estadio de Grandes Ligas. Recientemente se sometió a una renovación de $ 250 millones, que se inició después de la temporada de 2007 y se terminó en julio de 2009.
Los Juegos de Estrellas de las Grandes Ligas de 1973 y 2012 se llevaron a cabo en el Kauffman Stadium.